# Cisek (plaats)
Cisek is een dorp in het Poolse woiwodschap Opole, in het district Kędzierzyńsko-Kozielski. De plaats maakt deel uit van de gemeente Cisek en telt 1500 inwoners.